# Уранова чернь
Чернь уранова (рос. чернь урановая, англ. uranic black; нім. Uranschwärze f) — колоїдно-дисперсний продукт зміни уранініту, що містить різні домішки та воду. (В. І. Вернадський, 1927).
Форми виділення: сферичні, пухкі, сажисті аґреґати. Тв. 1-4. Колір сірий до чорного, зеленувато-сірий.
Розрізняють:
- чернь уранова залишкова (аморфні продукти зміни уранініту, які утворюють щільні кірочки або плівки на настурані й уранініті; простежуються структури успадковані від уранініту);
- чернь уранова реґенерована (продукти руйнування уранініту, які виповнюють пори, порожнини й проміжки між зернами породотвірних мінералів.

Утворюється при відновленні сполук шестивалентного урану до чотиривалентного у віднов-ному середовищі, випадаючи з вадозних розчинів у вигляді крихких, рідше щільніших цементаційних плівок і кірочок у тонкій суміші з іншими мінералами).